# Duncan (Misisipi)
Duncan es un pueblo ubicado al norte del condado de Bolivar en el estado de Misisipi (Estados Unidos). En el año 2000 tenía una población de 578 habitantes en una superficie de 2.4 km², con una densidad poblacional de 239.6 personas por km².

## Geografía
Duncan se encuentra ubicado en las coordenadas 34°2′32″N 90°44′48″O / 34.04222, -90.74667. Según la Oficina del Censo, el pueblo tiene un área total de 2,4 km² (0,9 mi²), de la cual 2,4 km² (0,9 mi²) es tierra y 0 km² (0 mi²) es agua.

### Localidades adyacentes
El siguiente diagrama muestra a las localidades en un radio de 24 kilómetros (14,9 mi) de Duncan.

## Demografía
Para el censo de 2000, había 578 personas, 177 hogares y 124 familias en la localidad. La densidad de población era 239.6 hab/km².
En el 2000 la renta per cápita promedia del hogar era de $ 14.286 y el ingreso promedio para una familia era de $16.875. El ingreso per cápita para la localidad era de $8.329. En 2000 los hombres tenían un ingreso per cápita de $24.750 contra $11.429 para las mujeres. Alrededor del 58.6% de la población estaba bajo el umbral de pobreza nacional.